# Contradictie
Een contradictie of tegenspraak is een situatie waarbij twee beweringen of waarnemingen die elkaar uitsluiten tegelijkertijd waar moeten zijn.
Een voorbeeld van een contradictie in de logica is {\displaystyle p\land \neg p} (lees: {\displaystyle p} en niet {\displaystyle p}). In de klassieke en de intuitionistische logica geldt de regel ex falso sequitur quod libet, oftewel uit het ongerijmde of een tegenspraak kan elke gewenste uitspraak worden afgeleid. Een contradictie is een onvervulbare propositie (= bewering of stelling), want het is niet mogelijk deze waar te laten zijn.